# Embalse de San Andrés de los Tacones
El embalse de San Andrés de los Tacones es un embalse español situado en el centro de Asturias, sobre el cauce del río Aboño, ocupa 60 ha de terrenos de la parroquia homónima, íntegramente en el concejo de Gijón. Es abastecido además con agua procedente del río Narcea a través del canal del Narcea.
Es propiedad de la empresa ArcelorMittal quién lo construyó para abastecer la planta siderúrgica que se había asentado en la zona unos años antes. Sus obras comenzaron en 1964 y finalizaron el 31 de diciembre de 1970, por lo que fue inaugurado en el año 1971 y tiene una capacidad de 4,1 hm³.
Su presa es de materiales sueltos y tiene 22 metros de altura y una longitud de coronación de 434 metros. La autovía Ruta de la Plata discurre por las cercanías de la presa, rodeándola en toda su zona norte, donde también se erige la obra Cauce de energía del reputado artista Joaquín Vaquero Turcios.
Además de su aprovechamiento industrial, abasteciendo a la factoría de Arcelor cuenta con un importante aprovechamiento recreativo, existiendo en la zona un coto pesquero de truchas y habiendo sido inaugurado en el año 2002 el primer observatorio de aves de la ciudad en sus inmediaciones. Además, el entorno del embalse está catalogado como ZEPA (Zona de Especial Protección para Aves), junto con los cercanos embalses de Trasona y La Granda.
La empresa propietaria del embalse ha recibido varias sanciones debido a las obras de reparación efectuadas en el embalse, a la construcción de una isla artificial y una laguna así como multitud de denuncias por parte de las coordinadoras ecologistas de Asturias.